# Frankfurter Allgemeine Zeitung
El Frankfurter Allgemeine Zeitung (a veces simplificado como Frankfurter Allgemeine o simplemente FAZ) es un periódico diario alemán, de ideología liberal o conservadora, fundado en 1949 en Fráncfort del Meno. En la actualidad constituye el principal diario escrito de Alemania, así como entre la prensa escrita alemana, y uno de los periódicos más importantes en el ámbito internacional. La edición del domingo es publicada bajo el título Frankfurter Allgemeine Sonntagszeitung (FAS).

## Historia
El FAZ nació el 1 de noviembre de 1949, poco después de la fundación de la Alemania occidental, y hasta la fecha constituye el tercer periódico alemán de mayor antigüedad. Algunos de sus editores habían trabajado en el diario Frankfurter Zeitung, el cual ya había gozado de un importante prestigio durante la época de la República de Weimar. Tras la toma del poder por los nazis, este periódico fue incautado por las nuevas autoridades alemanas, siendo finalmente clausurado en 1943, durante la Segunda Guerra Mundial.
Tras la fundación del FAZ, su primer editor fue Erich Welter.

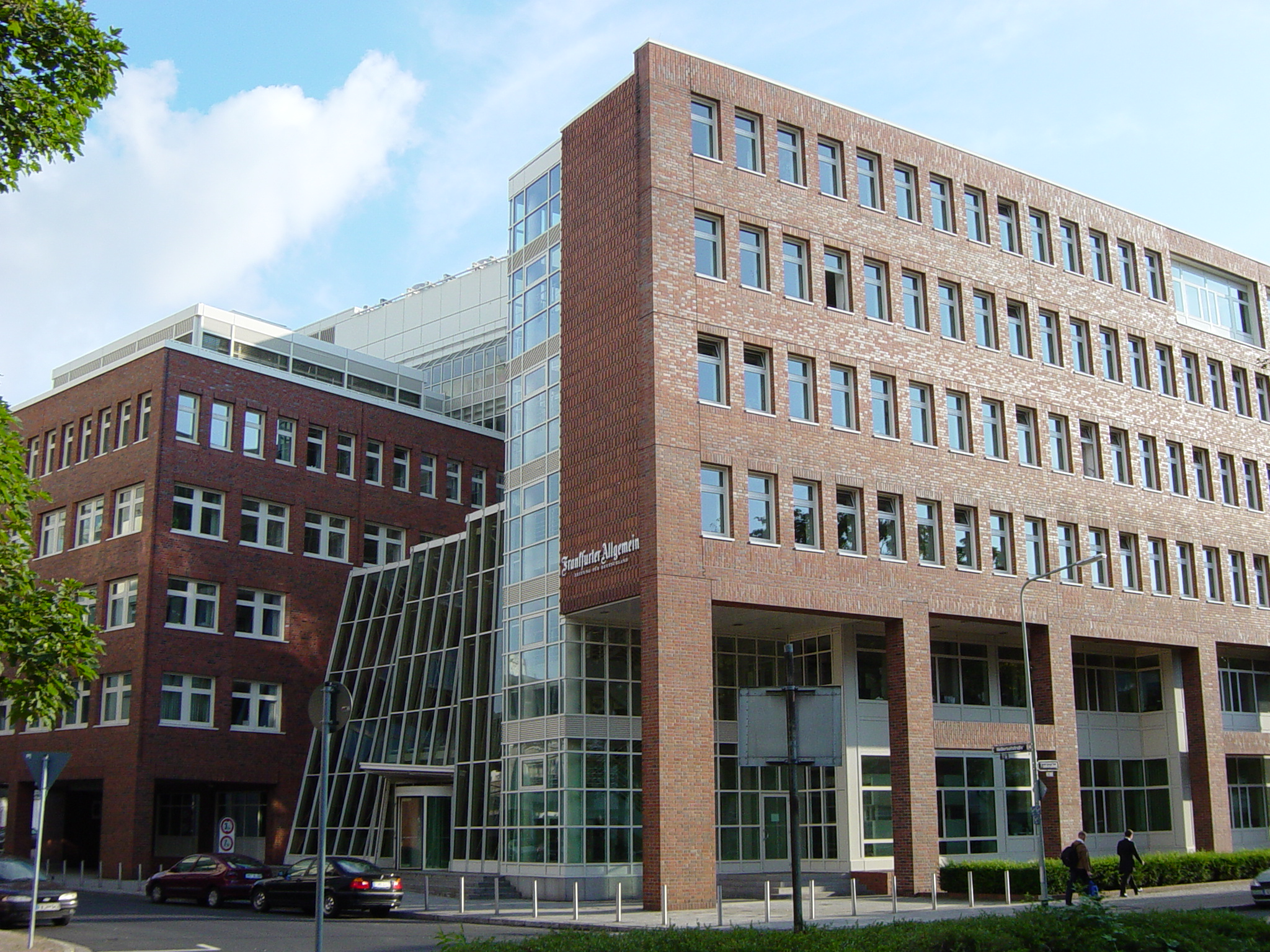
Sede de la redacción del Frankfurter Allgemeine Zeitung.

Detrás de su icónica tipografía gótica, se esconde la historia de unos liberales que aspiraron a superar el estadio de nación derrotada en la Segunda Guerra Mundial.[cita requerida]  Autoproclamado como "Diario para Alemania" (Zeitung für Deutschland), el Frankfurter Allgemeine Zeitung es un periódico dirigido principalmente a un público que cuenta con estudios universitarios, así como a círculos empresariales e intelectuales. En sus editoriales refleja su predilección por el individualismo y la propiedad privada defendidos por la Unión Demócrata Cristiana (CDU). Hacia 1993 la tirada del diario era de 391.013 ejemplares.
El FAZ presentó en 2000 su primera versión en línea. En enero de 2023, el sitio web registró 12,04 millones de visitantes.

## Perfil
El FAZ está constituido como una GmbH, o sociedad limitada, y es de propiedad mayoritaria (93,7%) de la Fundación Fazit, bajo el principio de ser un diario independiente. Se publica diariamente y no depende de ningún partido político u organización. La tirada diaria de lunes a domingo alcanza según IVW los 181.786 ejemplares diarios (datos del primer trimestre de 2024). El FAZ es el periódico alemán con mayor difusión en el extranjero de entre aquellos considerados serios, llegando a 148 países.
El Frankfurter Allgemeine Zeitung es el único periódico de Alemania dirigido por un consejo de redacción desde su fundación. Los directores son accionistas de Frankfurter Allgemeine Zeitung GmbH. Su tarea es determinar la dirección política, económica y cultural del periódico. Dirigen el periódico según el principio de colegialidad y están exclusivamente comprometidos con sus normas periodísticas. Hasta la fecha sus editores principales son Werner D'Inka, Berthold Kohler, Günther Nonnenmacher y Holger Steltzner.

## Críticas
En noviembre de 2012 el diario alemán provocó una fuerte polémica en España por su postura contraria a la inmigración española hacia Alemania durante la crisis del euro.